# Riesenstein (Zirzow)
Der Riesenstein bzw. Krappmühlenstein ist ein Findling und Schalenstein, der im Tal des Malliner Wassers östlich von Zirzow in Mecklenburg-Vorpommern liegt. Der Findling liegt nördlich der Bahnlinie nahe den Ruinen der Krappmühle. 
Er weist Spuren einer bewegten Vergangenheit auf. Auf der Oberfläche des grobkörnigen Granitblocks mit einem Volumen von 54 m³ und einem Umfang von 17,5 Metern erkennt man deutlich Schälchen. Die fünf Vertiefungen mit einem Durchmesser von 5 bis 7 cm und einer Tiefe von 1 bis 2 cm entstanden vermutlich während der Bronzezeit (1800–800 v. Chr.) und dienten kultischen Zwecken. Einige moderne Bohrlöcher zeugen von der drohenden Zerteilung des Steins um 1900. Das markanteste Attribut des Riesensteins ist jedoch seine strahlenförmige Aufspaltung. Sie entstand Anfang Mai 1945, als der Granitblock von einer Panzergranate getroffen wurde.

Krappmühlenstein
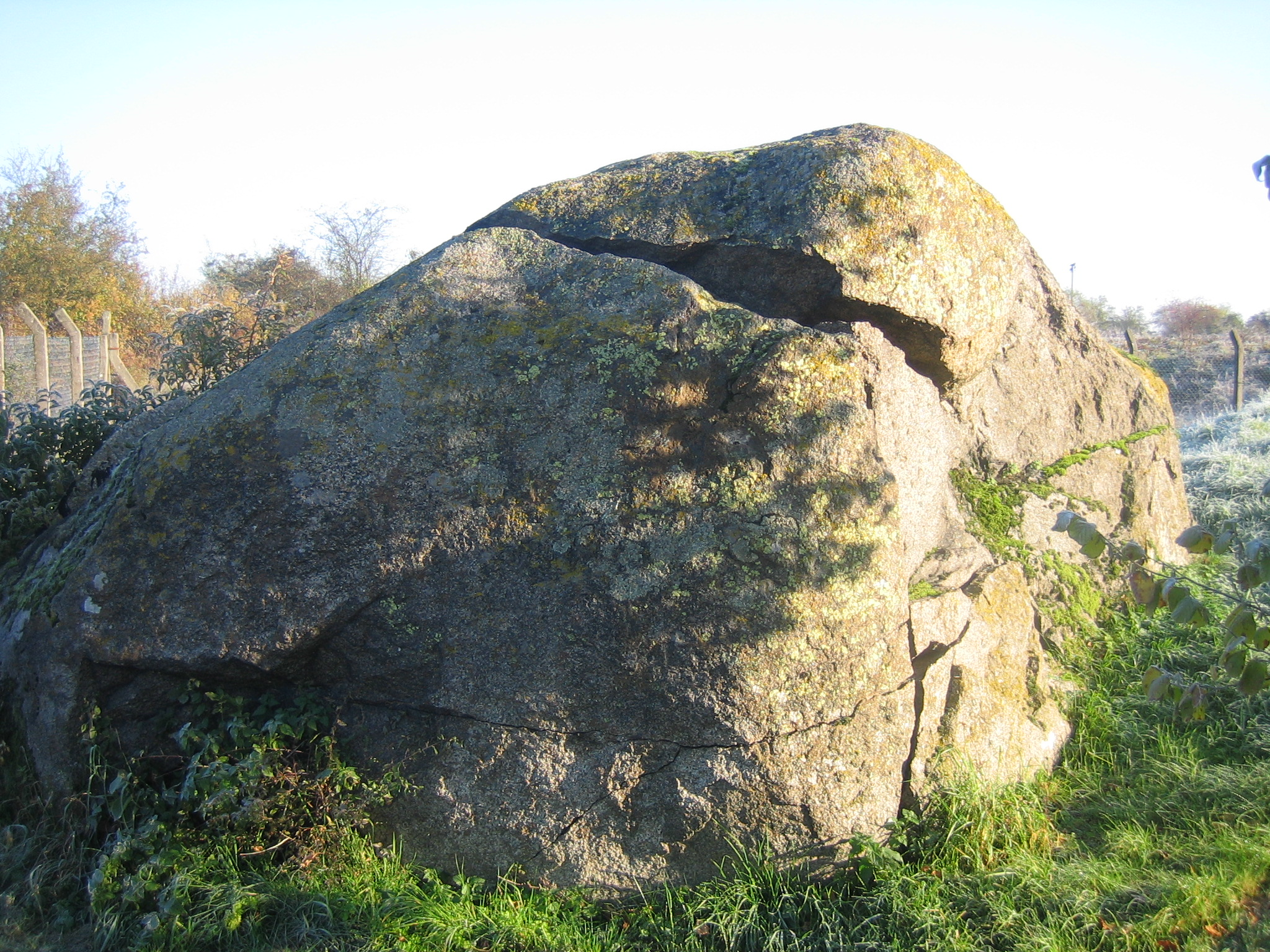
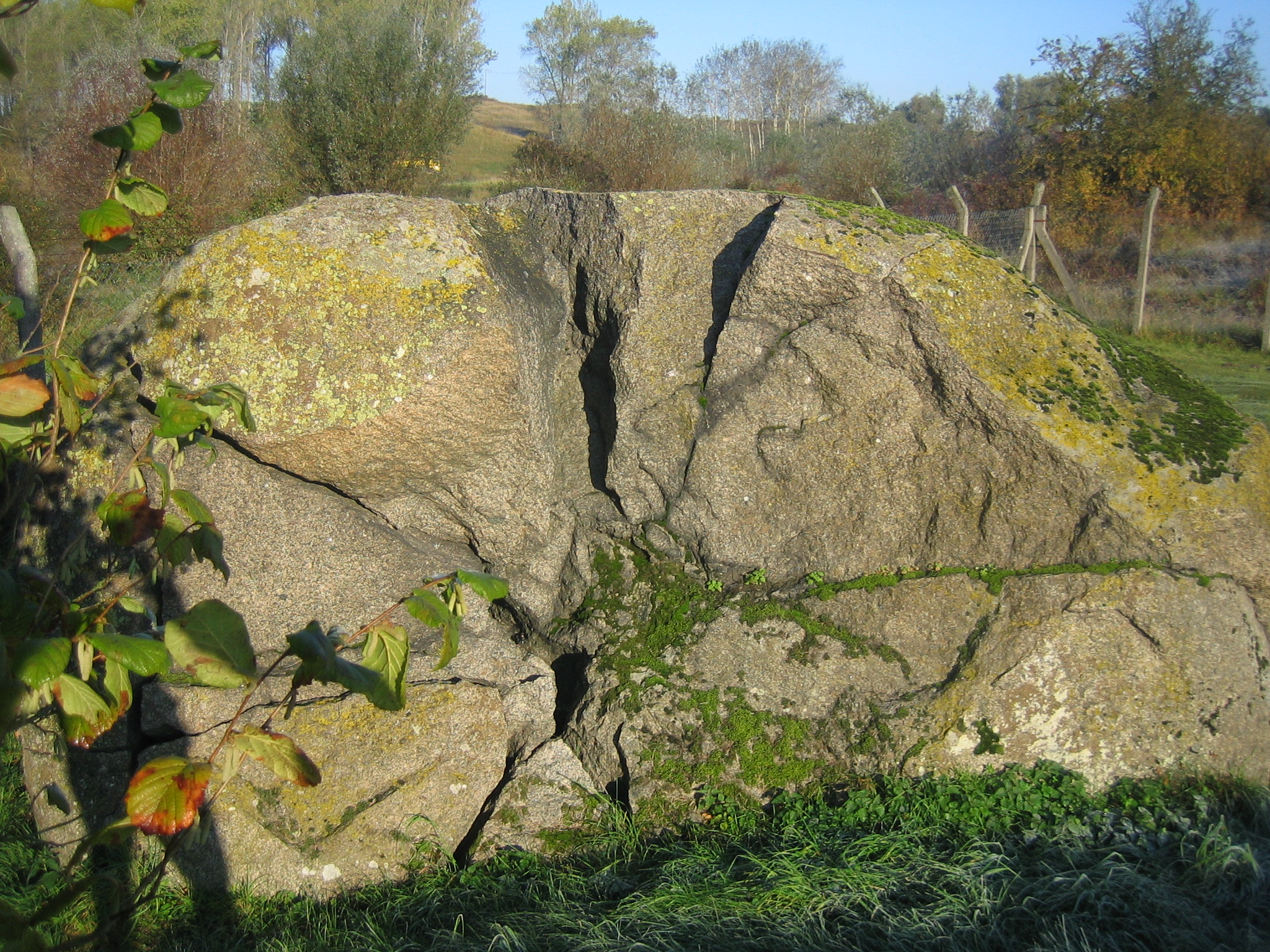
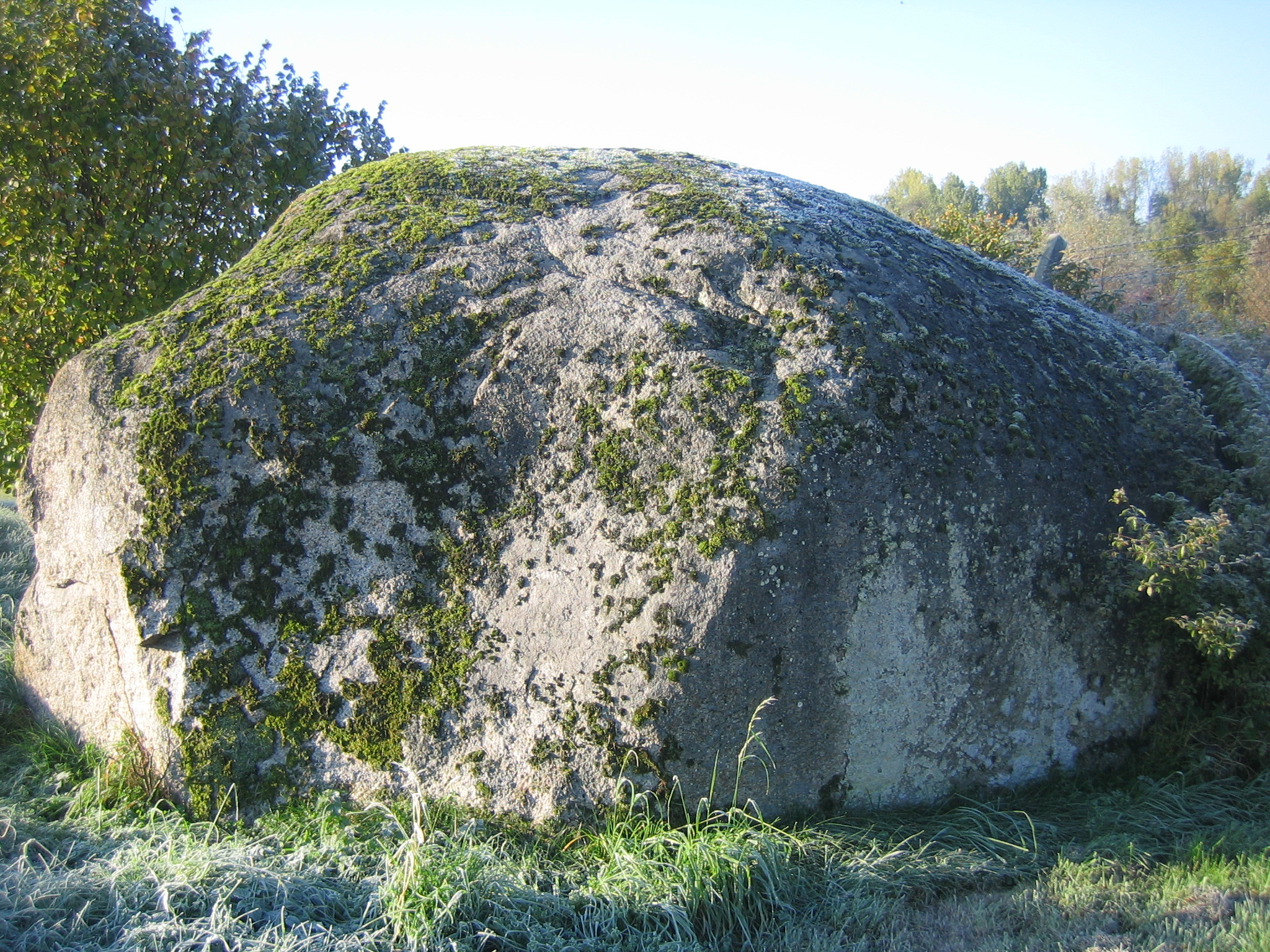
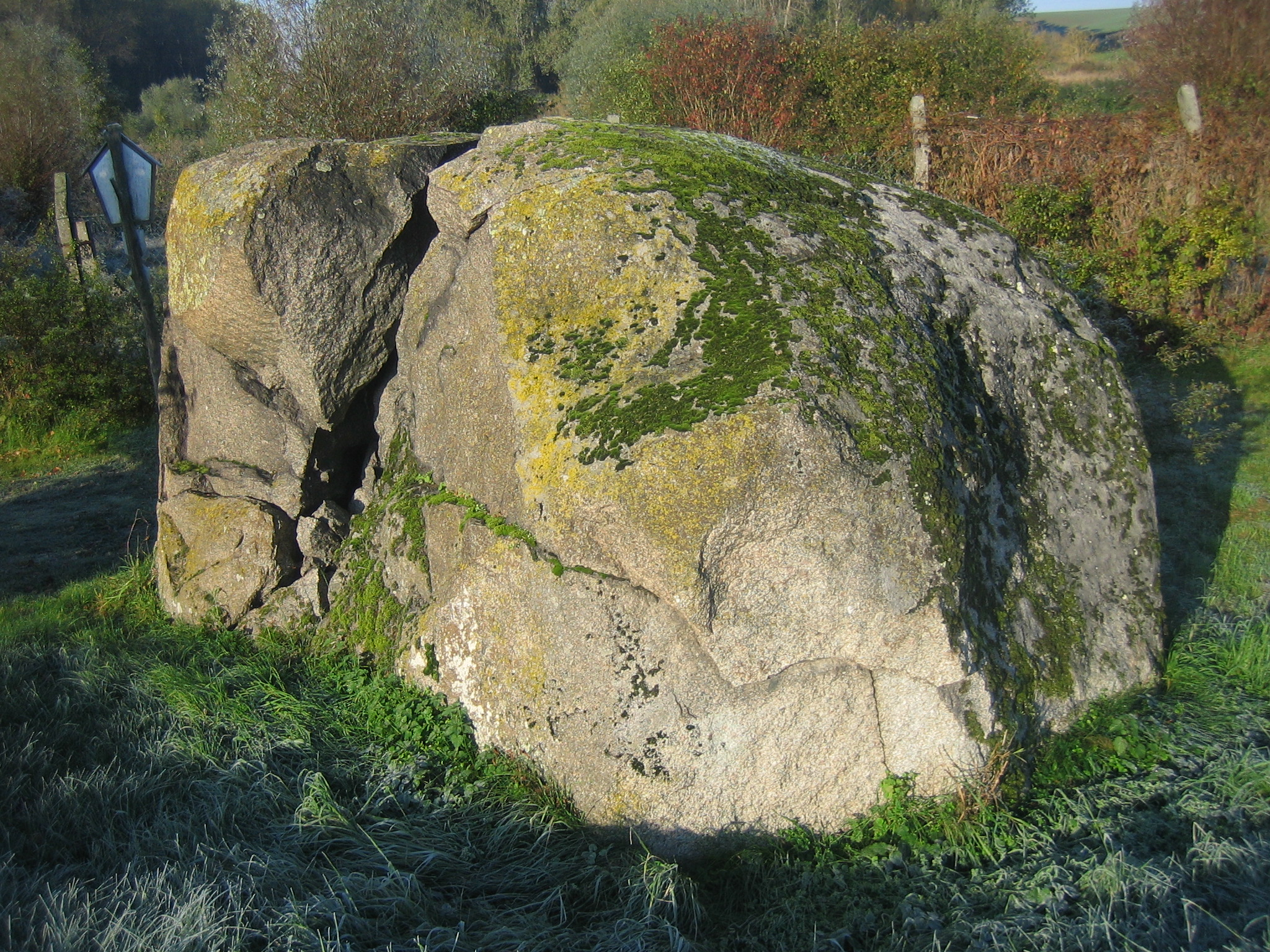